# 60만번의 트라이
"60만번의 트라이"(60万回のトライ, One for All, All for One)는 한국, 일본에서 제작된 박돈사 감독의 2013년 다큐멘터리 영화이다. 문정희 등이 주연으로 출연하였다.

## 출연

### 주연
- 문정희
- 김관태
- 현충현
- 김철홍
- 이경주

### 조연
- 황상현
- 김유굉
- 남종성
- 량척진
- 김지현
- 김태량
- 정광기
- 조성경
- 량정추
- 박성기
- 문건태
- 김용휘
- 권유인
- 김상호
- 한승귀
- 김시유
- 고양일

## 기타
- 프로듀서: 조은성
- 프로듀서: 오카모토 유카
- 프로듀서: 나가타 고조
- 제작관리: 김화범
- 제작투자: 박사유
- 제작투자: 박돈사
- 제작투자: 곽용수
- 공동제작: 곽용수
- 공동투자: 김현우
- 믹싱: 고은하
- 믹싱: 표용수
- 광고디자인: 박동우
- 광고디자인: 최지웅
- 공동투자책임: 김동현
- 공동투자진행: 이현송
- 정음: 타키자와 오사무
- 자막: 원승환
- 자막: 노재원
- DCP: 노재원
- DCP: 최정곤
- 내레이션각색: 이정은